# اگر آمریکایی‌ها می‌دانستند
اگر آمریکایی‌ها می‌دانستند (به انگلیسی: If Americans Knew)، انجمنی ناسودبر است که بر مناقشه اعراب و اسرائیل و سیاست‌های آمریکا در خاورمیانه تمرکز دارد.

## مأموریت سازمان
مأموریت این سازمان طبق آنچه که در وب سایت سازمان آمده‌است:مطالبی که هر آمریکایی نیاز دارد در مورد فلسطین و اسرائیل بداند قید شده‌است. پایگاه اطلاع‌رسانی این سازمان عمدتاً منتقد حمایت‌های مالی و تسلیحاتی آمریکا از اسرائیل است. پایگاه اطلاع‌رسانی این سازمان سعی در انتشار اطلاعاتی در مورد فلسطین دارد که کمتر در رسانه‌های آمریکایی دیده می‌شود.

## فعالیت‌ها
اهم فعالیت‌های این سازمان ایجاد شبکه اطلاعاتی در مورد مناقشه اسرائیل و فلسطین است."